# عضلة شبه منحرفة
العضلة شبه المنحرفة (باللاتينية: musculus trapezius) في علم تشريح الإنسان، هي عضلة كبيرة سطحية مثلثة الشكل، ذات قاعدة إنسية وقمّة وحشية أخرميّة (اسمها شبه المنحرفة متأصل من كون العضلتين من الجانبين تكونان شكل شبه منحرف) تغطي القفا (مؤخرة الرقبة) والكتف وأعلى الظهر. يقوم العصب القحفي الحادي عشر والفروع البطنية (الأمامية) للألياف الرقبية الثانية والثالثة والرابعة بتعصيب هذه العضلة.

## المنشأ والمرتكز

### المنشأ

وضعية و أجزاء العضلة شبه المنحرفة
الألياف العلويّة للعضلة شبه المنحرفة
الألياف الوسطى للعضلة شبه المنحرفة
الألياف السفليّة للعضلة شبه المنحرفة

تنشأ العضلة شبه المنحرفة من الجانب الإنسي، من أعلى إلى أسفل، كما يلي:
- تنشأ الألياف العلويّة من الناشزة القذالية الخارجية والثلث الأوسط من الخط القفوي العلوي للعظم القذالي، ومن الجانب الإنسي للرباط القفويّ ومن الأَرْبِطَة بين السَنَاسِن.
- تنشأ الألياف الوسطى من السناسن والأَرْبِطَة بين السَنَاسِن، من ر7 إلى ص3.
- تنشأ الألياف السفليّة من السناسن والأَرْبِطَة بين السَنَاسِن، من ص4 إلى ص10 (مع وجود اختلافات تشريحية تنشأ فيها الألياف السفليّة من ص4 إلى ص12).

### المرتكز
- تتجه الألياف العلوية نحو الأسفل والخارج، لترتكز على الثلث الوحشي من الحافّة الخلفية للترقوة.[3][4]
- تتجه الألياف الوسطى أفقيًّا لترتكز على الحافّة الإنسية للناتئ الأخرمي وعلى الحافة العلوية لشوكة الكتف.[3][4]
- تتجه الألياف السفلية نحو الأعلى والخارج، فتتلاقى عند عظم الكتف، وتنتهي بسفاق يرتكز على الحافة الخلفية لشوكة الكتف وعلى حديبة العضلة شبه المنحرفة في حافتها الخلفية.[3]

## المغرز
تنغرز الالياف العلوية في الحافة الخلفية للثلث الوحشي لعظم الترقوة والالياف الوسطى في الحافة الانسية للنتوء الاخرمي لعظم الكتف والشفة العليا لشوك عظم الكتف اما الالياف السفلى فتنتهي بصفاق قصير عند النهاية الانسية لشوك عظم الكتف. أي ان العضلة تنغرز في الزاوية المتكونة ما بين القسم الوحشي لعظم الترقوة والقسم العلوي لشوك عظم الكتف.

## الوظيفة
- تقوم الألياف العلوية برفع عظم الكتف (من جانب واحد أو من الجانبين)، وبتمديد العنق (من الجانبين)، وبتدوير وتمييل العنق (من جانب واحد).[3]
- تقوم الألياف الوسطى بتقريب عظم الكتف وبالدفع الخلفي للكتف.[3]
- تقوم الألياف السفلية بالتخفيض والتدوير نحو الأعلى للزاوية السفلية لعظم الكتف، وهو ما يساعد على تبعيد الكتف إلى 180°.[3]
- قَعَس عنقي ظهري مفرط (من الجانبين).[3]
- تساعد العضلة شبه المنحرفة في تثبيت الحزام الكتفي في الصدر.[2]

## معرض صور

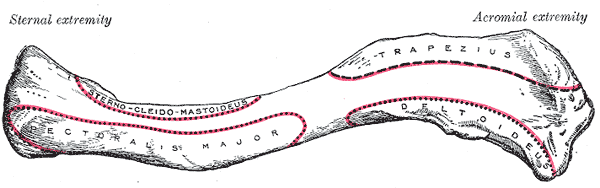
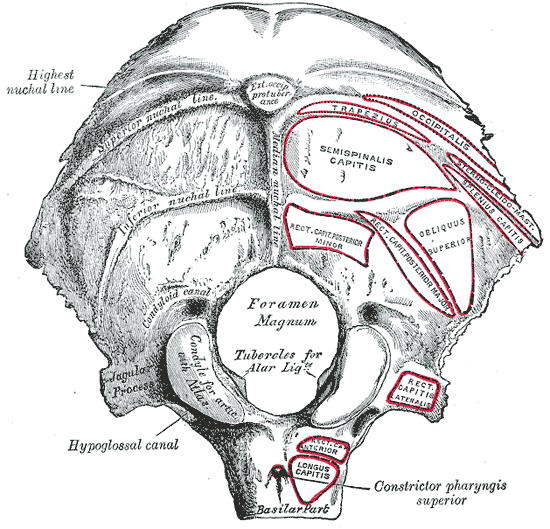
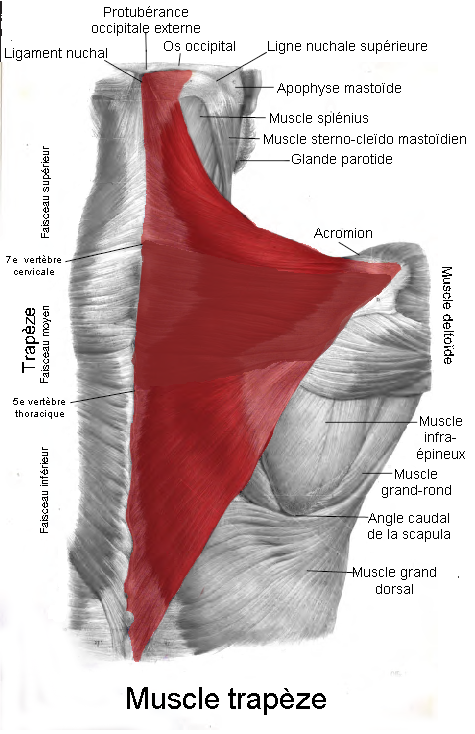
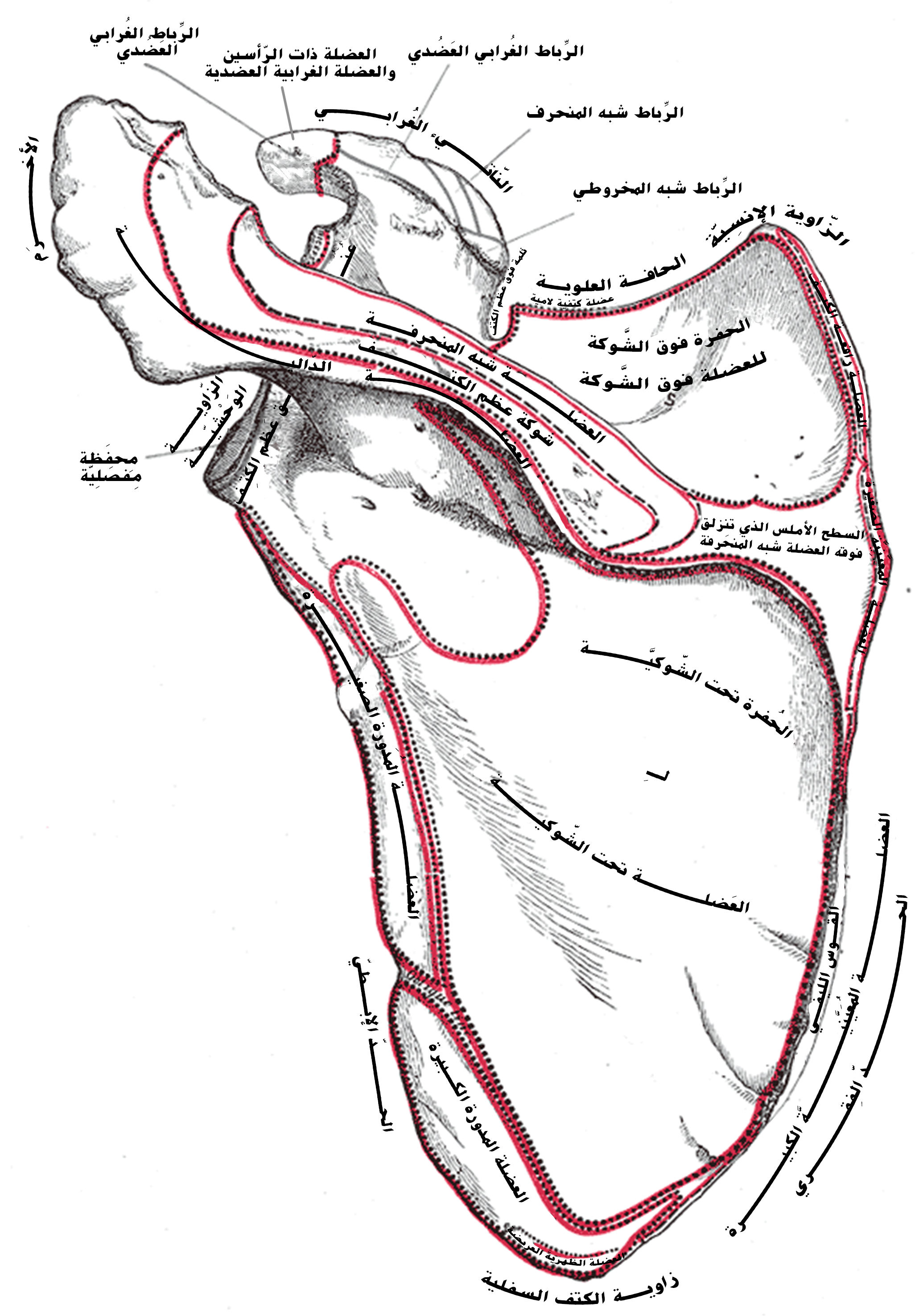